# شعب الجمل (إب)

تعديل مصدري - تعديل

شعب الجمل هي إحدى قرى عزلة شعب يافع بمديرية إب التابعة لمحافظة إب، بلغ تعداد سكانها 491 نسمة حسب تعداد اليمن لعام 2004.